# Nöttjärnarna (östra)
Nöttjärnarna är en sjö i Arvika kommun i Värmland och ingår i Göta älvs huvudavrinningsområde.